# عمر بيريز (لاعب كرة قدم)
عمر بيريز (بالإسبانية: Omar Pérez Aguado)‏ (20 سبتمبر 1976 في الأوروغواي - ) هو لاعب كرة قدم أوروغواني في مركز الوسط. لعب مع بانفيلد وبنيارول وديفينسور سبورتينغ ورامبلا جونيورز وريفر بليت ونادي روستوف ونادي كاستييون وناسيونال مونتيفيديو وفيلا إسبانيول ‏ وسنترال إسبانيول ونادي أوكاس وVilla Teresa ‏ ونادي سيرو وسنترو أتلتيكو فينكس ‏.

## وصلات خارجية
- عمر بيريز (لاعب كرة قدم) على موقع قاعدة بيانات كرة القدم.إي يو (الإنجليزية)
- عمر بيريز (لاعب كرة قدم) على موقع Soccerway.com (الإنجليزية)